# Northcott Ridge
Northcott Ridge ist ein gebirgskammähnlicher und 1970 m hoher Nunatak im ostantarktischen Mac-Robertson-Land. Er gehört zu den Goodspeed-Nunatakkern im südlichen Teil der Prince Charles Mountains und ragt rund 9 km ostsüdöstlich des Skinner-Nunataks auf.
Wissenschaftler, die im Rahmen einer Kampagne der Australian National Antarctic Research Expeditions in diesem Gebiet seismische Untersuchungen vornahmen, entdeckten ihn 1957. Luftaufnahmen entstanden 1958 und 1960. Das Antarctic Names Committee of Australia benannte ihn 1973 nach dem Hubschrauberingenieur Ian R. Northcott, der an der Vermessung der Prince Charles Mountains in den Jahren 1971 und 1972 teilgenommen hatte.